# دم‌سرخ رنگین
دم‌سرخ رنگین یا دم‌سفید رنگین ( Myioborus pictus ) گونه‌ای از چرخ‌ریسک‌نمایان است که در مناطق کوهستانی سراسر آمریکای مرکزی یافت می‌شود. آن‌ها از بزرگترین سسک‌ها هستند و طول آن‌ها به ۶ اینچ (۱۵۰ میلیمتر)، شامل دم می‌رسد. پرندگان بالغ دارای پرهای سیاه براق، با نوارهای سفید روی بال و شکم قرمز روشن هستند. پرندگان ماده و نر ظاهری مشابه دارند. دم‌سرخ رنگین ماده یک ویژگی نادر دارند و آن این است که به خوبی نرها آواز می‌خوانند.